# Geliebte Gegner
Geliebte Gegner ist eine deutsch-österreichische Gaunerkomödie von Peter Weck aus dem Jahr 1999. Die Erstaufführung war am 8. Mai 1999 auf ORF 1. Der Fernsehfilm erlebte mit Die Ehre der Strizzis im folgenden Jahr eine Fortsetzung.

## Handlung
Der kleine Taschendieb Max stiehlt am Flughafen einen silbernen Koffer aus einem Schließfach. Was er nicht weiß ist, dass er somit der Unterweltgröße Kutas Jakesch ein wichtiges Geschäft gefährdet. Im Koffer liegen 20 Millionen in kleinen Scheinen, die der russische Geschäftsmann Michail Krimow im Tausch gegen Konstruktionspläne für ein Dreiliterauto gezahlt hat. Die Pläne soll Jakesch liefern, wobei er sie von einem ominösen Geschäftsmann erhalten soll. Da mit Jakesch nicht zu spaßen ist, weiß Max, dass er sterben wird, egal ob er den Koffer an Jakesch zurückgibt oder nicht. Seine letzte Rettung ist die Hilfe des erfahrenen Trickbetrügers Paul – seines eigenen Vaters.
Paul ist wenig erfreut, plant er doch schon seit Langem, mit Jakesch abzurechnen, der einst seinen besten Freund Fritz erschossen hat. Es stellt sich heraus, dass Paul der ominöse Geschäftsmann ist, der Jakesch die Pläne angeboten hat. Paul hat keine Pläne, will Jakesch aber die 20 Millionen abnehmen, da Geld die einzige Schwachstelle Jakeschs ist. Mit seinem Sohn, dem Kleinkriminellen Oskar, Fahrer Erich und Barbesitzerin Nelly macht sich Paul daran, Jakesch das Handwerk zu legen. Max wird Jakesch als Überläufer präsentiert, der zwischen ihm und dem Geschäftsmann steht. Dieser Geschäftsmann wiederum steht mit einem Mitarbeiter der Österreichischen Motorenwerke in Verbindung, der als Werksspion dem Geschäftsmann die Pläne übergeben wird und zur Sicherheit bereits einen Teil der Schriftstücke überreicht hat. Bei einem fingierten Geldtransport nimmt Jakeschs Mann Heinz zunächst dem verkleideten Oskar die 20 Millionen ab, damit er in der Lage ist, die vermeintlichen Pläne von Paul zu kaufen. Die Zeit drängt, als Michail Krimow für sein geliefertes Geld endlich Ware sehen will. Innerhalb von drei Tagen basteln Oskar und Kurt falsche Konstruktionspläne für ein Dreiliterauto, da Jakesch die Pläne vor der Übergabe an Michail selbst in Augenschein nehmen will.
Jakeschs vermeintliche Geliebte Viola macht in Max’ Gegenwart jedoch den Vorschlag, den ominösen Geschäftsmann um das Geld zu betrügen, indem eine falsche Geldübergabe stattfindet, während der eigentliche Deal bereits am Vortag abgeschlossen wurde. Die Gruppe stellt sich darauf ein. Während eines offiziellen Werksrundgangs in den Österreichischen Motorenwerken seilen sich Nelly und Erich von der Gruppe ab und richten in einem verlassenen Gebäudetrakt eilig ein Büro her. Hier erscheint schließlich der sich als Werksspion ausgebende Oskar, der dem mit Max erscheinenden Jakesch einen Teil der falschen Konstruktionspläne am PC zeigt. Jakesch bringt ihn dazu, ihm die CD sofort gegen die Hälfte der ausgemachten Gesamtsumme zu überlassen und Oskar willigt ein. Er nimmt das Geld an sich, das ihm jedoch kurze Zeit später von Heinz wieder abgenommen wird. Der eigentliche Trick jedoch ist für den nächsten Tag geplant. Jakesch hat die vermeintliche Falle gestellt. Max verkauft als angeblicher Handlanger des Werksspions dem ominösen Geschäftsmann Paul eine leere CD. Paul gibt ihm vermeintlich einen mit zehn Millionen gefüllten Koffer. Während Jakesch frohlockt, erscheint plötzlich die Polizei und nimmt Paul und Max fest. Jakesch und Heinz fliehen überstürzt, die Polizisten waren jedoch verkleidete Freunde von Paul und Max.
Jakesch glaubt, die Polizei werde ihn in Kürze finden und holt seine 20 Millionen aus dem heimatlichen Safe. Plötzlich steht seine vermeintliche Geliebte Viola vor ihm und bedroht ihn mit einer Waffe. Sie enthüllt ihm, dass sie in Wirklichkeit für Michail Krimow arbeitet. Jakesch lässt ihr das Geld, damit sie ihn nicht erschießt. Er flüchtet sich zum Flughafen und steigt in die nächste Maschine nach Mallorca. Paul hat sich unterdessen als Wiener Unterweltgröße verkleidet und sich mit Michail Krimow getroffen, dem gegenüber er sich als gleichwertige Unterweltgröße präsentiert. Er erklärt ihm, mit ihm keinen Ärger haben zu wollen und ihm daher seine 20 Millionen wiedergeben zu wollen, die ihm Jakesch gestohlen habe. Im Koffer befindet sich jedoch kein Geld, sondern Rauschgift – von Max präparierter Gips. Jakesch habe sämtliche Millionen in Drogen angelegt, erklärt Paul. Da jedoch gerade Drogenfahnder vor dem Lokal auftauchen, hat Michail kein Interesse am Koffer, sondern an der Flucht. Er eilt ebenfalls zum Flughafen und nimmt die nächstbeste Maschine – nach Mallorca und sein Sitz liegt genau hinter dem Jakeschs, der nun weiß, was ihn erwartet.
Paul und Max feiern mit Nelly, Kurt und Oskar ihren Sieg über Jakesch und damit ihre gelungene Rache für Fritz. Max will von Paul wissen, wo am Ende die 20 Millionen geblieben sind. Plötzlich steht Viola mit dem Geldkoffer neben ihnen. Sie ist in Wirklichkeit Amelie Griemann, die Tochter von Fritz, und war von Anfang an in Pauls Plan eingeweiht und einbezogen.

## Kritik
Für den film-dienst war Geliebte Gegner eine „(Fernseh-)Gaunerkomödie mit einer gehörigen Portion Wiener Schmäh, deren klischeehafte Charaktere den beliebten Darstellern auf den Leib geschrieben wurden.“